# 西天乡
西天乡，是中華人民共和國四川省鄰水縣曾经下辖的一个乡。

## 沿革[2]
1953年4月24日，第二區(城南區)公所從挹爽鄉划出3個村，增建西天鄉人民政府。1956年1月16日，西天鄉人民政府改稱西天鄉人民委員會，隸屬城北區公所領導。1958年9月22日，西天鄉人民委員會改稱西天人民公社。1961年11月，西天人民公社又劃歸城南區公所領導。1966年5月「文革」開始後，西天人民公社工作受到幣擾。1967年1月，為了破「四舊」，西天人民公社改稱建設人民公社。3月，由公社武裝幹部和群眾代表主持成立了建設人民公社生產辦公室，負責公社日常工作。
2019年12月，撤销西天乡，将所属行政区域划归城南镇管辖。

## 行政区划
西天乡撤销前下辖以下地区：
杨河村、云安村、云顶村、马家村、走马村、四河村、石家村、西天村和后山村。